# Maya Morsy

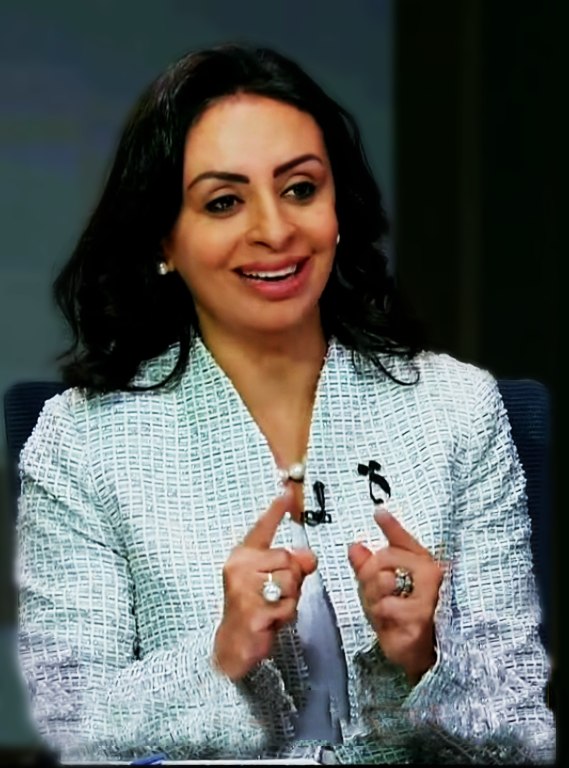
Maya Morsy (2021)

Maya Morsy là một nhà khoa học, chính trị và chuyên gia về chính sách công người Ai Cập. Bà là người đứng đầu Hội đồng Quốc gia Phụ nữ Ai Cập (NCW), một cơ quan chính phủ, kể từ tháng 2 năm 2016. Trước khi được bầu làm lãnh đạo NCW, Morsy là lãnh đạo nhóm giới trong khu vực cho Chương trình Phát triển Liên Hợp Quốc tại Cairo và người quản lý chương trình quốc gia cho Quỹ Phát triển Liên hợp quốc cho Phụ nữ. Bà đã được mô tả là "một trong những chuyên gia chính sách công tốt nhất về giới tính xã hội ở Ai Cập, và có lẽ ngay cả trong thế giới Ả Rập".
NCW được thành lập vào năm 2000 bởi cựu chủ tịch Ai Cập, Hosni Mubarak, và được lãnh đạo bởi Suzanne Mubarak. Hội đồng quản trị của nó đã bị giải tán sau cuộc cách mạng Ai Cập năm 2011 và được tổ chức lại vào năm 2012.

## Giáo dục
Morsy tốt nghiệp Cử nhân khoa học chính trị tại Đại học Mỹ ở Cairo năm 1995, bằng Thạc sỹ Quản trị Kinh doanh của Đại học Thành phố Seattle năm 1997 và bằng Thạc sĩ Quản trị công tại Seattle năm 1998. Năm 2008, cô nhận bằng tiến sĩ về chính sách công của Viện. Nghiên cứu và Nghiên cứu Ả Rập ở Cairo.

## Nghề nghiệp
Morsy làm việc như một nhân viên dự án ở Ai Cập trong Nền tảng phát triển và giám sát con người bền vững (1995–1998), và là trợ lý học thuật cho Đại học Thành phố Seattle và Học viện Khoa học và Công nghệ Ả Rập (1997–1998). Cô là một nhà tư vấn cho Dự án Giáo dục và Trao quyền cho Girls của Bộ Giáo dục Ai Cập (1998–1999); một điều phối viên dự án cho Quỹ Phát triển Liên hợp quốc cho Phụ nữ (UNIFEM) (1999–2000); và quản lý chương trình quốc gia của UNIFEM (2000–2013). Trong giai đoạn 2014–2015, bà từng là lãnh đạo nhóm giới trong khu vực của Chương trình Phát triển Liên hợp quốc cho Vùng Ả Rập.